# 정의갑
정의갑(1972년 4월 4일 ~ )은 대한민국의 배우이다.

## 이력
1991년에 청와대 경호원으로 입문하였다가 1994년에 연극 배우로 데뷔한 그는 이듬해 1995년 KBS 공채 탤런트로 정식 데뷔하였다.

## 학력
- 서울공업고등학교
- 서울예술대학 연극학과 전문학사
- 한국방송통신대학교 행정학과 학사
- 세종대학교 대학원 영화예술학과 예술학 석사

## 출연작

### TV 드라마
- 1995년 KBS2 《길》 - 최계정 역
- 1996년 KBS2 《신고합니다》- 1소대 악질조교 역
- 1996년 KBS1 《용의 눈물》 - 목인해 / 이종무의 부관 역
- 1997년 MBC 《레디 고!》
- 1998년 KBS1 《왕과 비》 - 남이 역
- 1998년 SBS 《백야 3.98》 - 왕새우 역
- 2001년 KBS2 《동양극장》 - 마상태 역
- 2001년 KBS2 《명성황후》 - 사사키 역
- 2003년 KBS1 《무인시대》 - 이지영 역
- 2003년 KBS2 《드라마시티 - 쥐덫》
- 2003년 KBS2 《드라마시티 - 아내는 에로비디오작가》 - 나용욱 역
- 2004년 KBS2 《구미호외전》 - 서찬혁 역
- 2004년 KBS1 《불멸의 이순신》 - 김시민 역
- 2005년 EBS 《지금도 마로니에는》 - 조동열 역
- 2005년 KBS2 《드라마시티 - 행복한 사람들》 - 규현 역
- 2005년 KBS2 《드라마시티 - 두 번째 첫사랑》 - 종건 역
- 2006년 SBS 《연개소문》 - 술탈 역
- 2008년 KBS 《대왕세종》 - 무비 역
- 2009년 KBS2 《천추태후》 - 탁사정 역
- 2010년 KBS2 《추노》 - 사형집행 관리 역
- 2010년 EBS 《다큐프라임 - 이야기의 힘 2부 이야기의 작동원리》 - 강대찬 역
- 2010년 SBS 《나쁜 남자》 - 홍태균 역
- 2010년 SBS 《닥터 챔프》 - 최대섭 역
- 2010년 KBS1 《근초고왕》 - 부간태 역
- 2011년 KBS2 《가시나무새》 - 이영국 역
- 2011년 KBS1 《광개토태왕》 - 진무 역
- 2011년 KBS2 《드라마 스페셜 - 불이문》 - 무연 역
- 2013년 KBS2 《천명 : 조선판 도망자 이야기》 - 이호 호의무사 역
- 2013년 MBC 《제왕의 딸 수백향》 - 을밀 역
- 2013년 KBS2 《KBS 드라마 스페셜 연작 시리즈 - 그녀들의 완벽한 하루》
- 2014년 KBS2 《드라마 스페셜 - 돌날》 - 달수 역
- 2014년 tvN 《미생》 - 문충기 대표 역
- 2014년 KBS Drama 《S.O.S 나를 구해줘》
- 2015년 KBS1 《가족을 지켜라》 - 김성수 전무 역
- 2016년 KBS1 《장영실》 - 정인지 역
- 2016년 KBS2 《오 마이 금비》 - 조성갑 역
- 2022년 KBS1 《태종 이방원》 - 조사의 역
- 2022년 KBS2 《현재는 아름다워》 - 해준의 오빠 역 (특별출연)
- 2023년 MBC 《마녀의 게임》 - 박정호 역
- 2024년 KBS1 《결혼하자 맹꽁아!》 - 류시철 역
- 2025년 KBS2 《빌런의 나라》 - 정의갑 역 (특별출연)

### 방송 출연
- 2008년 KBS1 《가족오락관》
- 2011년 SBS 《스타부부쇼 자기야》
- 2016년 KBS1 《우리말 겨루기》 - 참가자

### 영화
- 2000년 《비밀》 - 현남 역
- 2003년 《하늘정원》 - 황상원 역
- 2005년 《연애술사》
- 2005년 《원》 - 의사 역
- 2007년 《이브의 유혹》 - segment 엔젤 - 강민호 역
- 2010년 《맞아죽은 개처럼 살아오다》
- 2014년 《만찬》 - 인철 역
- 2015년 《허삼관》 - 문도사 역
- 2015년 《막걸스》 - 도인탁 역
- 2016년 《스플릿》 - 탱고남 역
- 2017년 《길》 - 병철 역
- 2019년 《난폭한 기록》 - 정태화 역
- 2022년 《공기살인》 - 추성모 박사 역
- 2022년 《인연을 긋다》 - 동규 역

### 공연
- 2008년 《밀키웨이》
- 2009년 《욕망이라는 이름의 전차》 - 스탠리 역
- 2009년 《그때는 Old times -피터펜 스티벌》 - 딜리 역
- 2010년 《불랙코메디》
- 2012년 《인형의 가》 - 이상인 역
- 2013년 《레베카》 - 줄리앙 역
- 2014년 《운현궁에 노을지다》 - 정체불명의 중년남자 역
- 2014년 《소문》 - 봉학 역
- 2015년 《한 여름 밤을 꿈》 - 허성 역
- 2016년 《맹교수의 원더풀데이》 - 맹석찬 교수 역
- 2017년 《기린의 뿔》 - 김만중 역